# Franz Tomaschu
Franz Tomaschu, né le 3 décembre 1878 à Vienne (Autriche) et mort le 8 août 1948 dans sa ville natale, est un artiste peintre autrichien.

## Biographie
Admis en 1898 à l'Académie des Beaux-Arts de Vienne, Franz Tomaschu y fut l'élève de Christian Griepenkerl et de Casimir Pochwalski,. Déjà lauréat d'un prix (le Spezialschulpreis) en 1903, il remporta en 1906 l'une des deux bourses de voyage d'études instituées grâce à la fondation Kenyon (Kenyon-Reisestipendium), qui lui permit de poursuivre sa formation en Italie pendant une année.
Après avoir travaillé quelque temps à Munich, il revint à Vienne pour s'y installer définitivement. En 1908, il peignait déjà au no 35 A de la Westbahnstraße (7e arrondissement). Il y conserva longtemps son atelier tout en résidant, au moins dès 1915, au no 18 de la Zinkgasse (15e arrondissement).
La production picturale de Franz Tomaschu est composée de portraits, de paysages et, surtout, de sujets religieux développés dans des fresques et des tableaux d'autel.
Membre de l'association de jeunes catholiques Maria-Hilf en 1903, il était en 1913 le secrétaire de l'Association autrichienne pour l'art chrétien (Österreichische Gesellschaft für Christliche Kunst) présidée par Anton Karlinsky et appartenant à l'Österreichische Leo-Gesellschaft, une organisation catholique.
Peint en 1919, le portrait de sa femme lui valut un prix national (Staatspreis) en 1921 à l'occasion de l'exposition des 70 ans de la Fédération Albrecht Dürer (Albrecht Dürer-Bund) de Vienne. L'un des membres éminents de cette société d'artistes était le graveur en acier Michel Blümelhuber, dont Tomaschu a réalisé le portrait en 1914.
Tomaschu était également professeur de dessin dans les écoles de perfectionnement (Fortbildungsschulen) viennoises.
Dès le début du XXe siècle, certaines collections privées comportaient plusieurs œuvres de Tomaschu. Ainsi, le riche marchand Otto Wiblinger, négociant en caviar et vice-consul d'Autriche-Hongrie à Astrakhan, avait décoré sa maison de plusieurs grandes toiles de son compatriote. Wiblinger ayant quitté précipitamment la Russie avant l'embrasement de la Première Guerre mondiale, les tableaux furent saisis en 1918 au profit du musée local (aujourd'hui Galerie d'art d’État Pavel Dogadine), où ils sont toujours conservés et exposés. Un autre collectionneur autrichien, le dentiste viennois Heinrich Rieger avait acquis au moins deux toiles de l'artiste, dont Le Dernier Harpiste de Vienne (Der letzte Wiener Harfenist), qu'il donna aux collections municipales de Vienne en 1916, ainsi que le tableau religieux Jean et Marie, que le docteur fut contraint de vendre, avec le reste de sa précieuse collection, en 1938, sous la pression des nazis.

## Œuvre
Liste non exhaustive :
- Modèle de timbre de bienfaisance de 4 heller pour l'aide à l'enfance (Jugendschutz-Wohltätigkeitsmarke), 1905[11].
- Bœufs tirant une charrue, 1906, huile sur toile, 101 x 189 cm, Astrakhan, Galerie d'art d’État Pavel Dogadine.
- Jean et Marie (l'apôtre Jean et la Vierge Marie), avant 1909[12], localisation inconnue[N 4].
- La Cène (ou plutôt La Prière sacerdotale), avant 1914, huile sur toile, 101.5 x 200.5 cm, Astrakhan, Galerie d'art d’État Pavel Dogadine.
- Tableau d'autel de la chapelle du cimetière de Hietzing, 1911[13]-1914.
- Michel Blümelhuber, huile sur toile, 78 x 63 cm, 1914, Steyr, Musée municipal (Stadtmuseum Steyr).
- Clément-Marie Hofbauer, église paroissiale de Mitterbach am Erlaufsee, 1915.
- Fresques pour l'église paroissiale de Grinzing, 1918, 1919 et 1929.
- L’Épouse de l'artiste (Die Gattin des Künstlers), huile sur toile, 83 x 62 cm, 1919, Vienne, Galerie autrichienne du Belvédère, inv. 4279, legs de l'artiste.
- Couverture pour le recueil de lieder de Margarete Windthorst (poèmes) et Karl Schmidt (musique), Kleine Legenden, Ratisbonne, Coppenrath, 1926.
- Cycle marial et Austria Sancta pour la chapelle de la congrégation (ou chapelle saint-Léopold) de l'église am Hof (Vienne), avant 1928.
- Le Christ-Roi, église sainte-Thècle de Wieden (Vienne), 1928.
- Crucifixion, tableau d'autel de la chapelle du cimetière de Grinzing.
- Le Christ entouré de saints et de bienheureux de l'ordre des Prémontrés, fresque, église paroissiale de Kirchberg an der Wild (lieu-dit de la commune de Göpfritz an der Wild).

Quelques œuvres de Franz Tomaschu
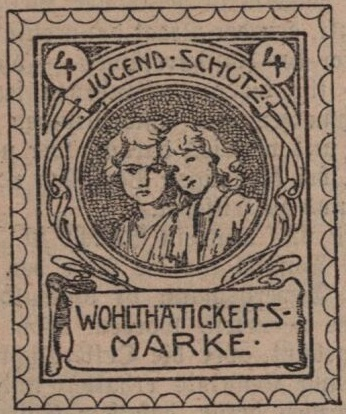
Modèle de timbre de bienfaisance, 1905
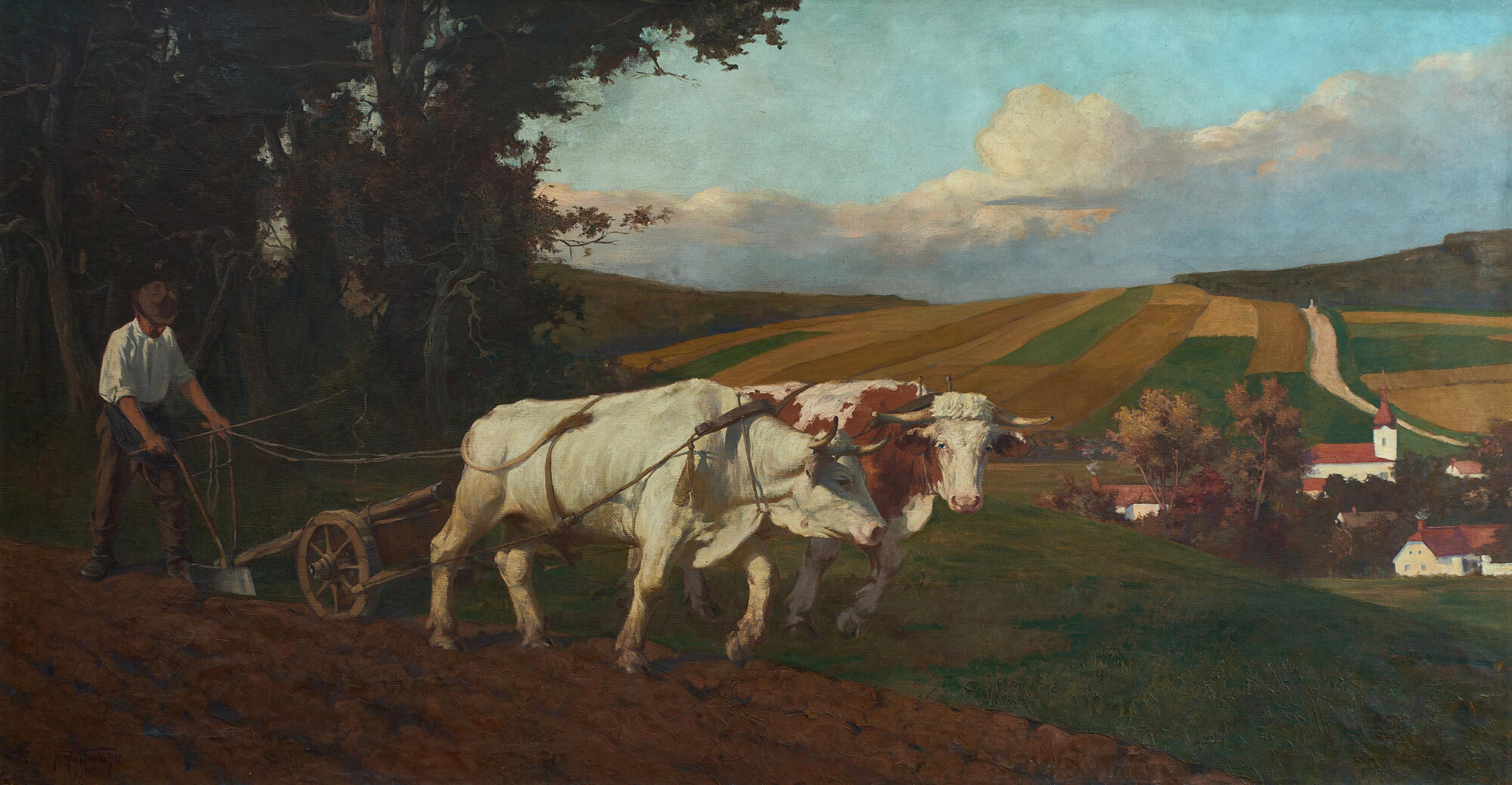
Bœufs tirant une charrue, 1906, Astrakhan, Galerie d'art d’État Pavel Dogadine
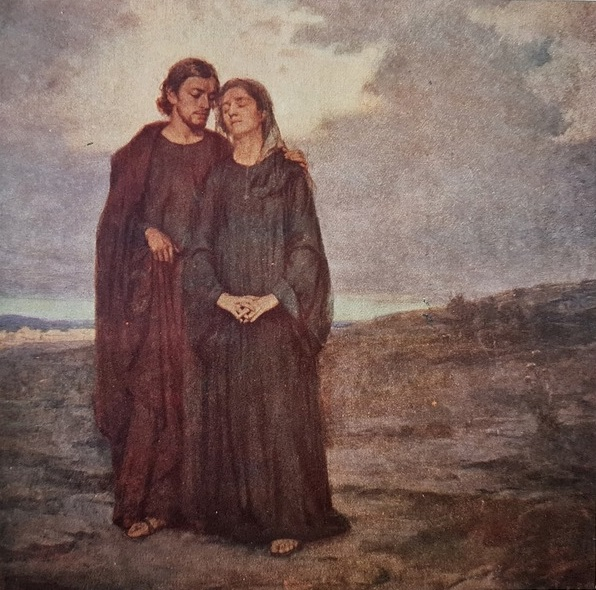
Jean et Marie, avant 1909
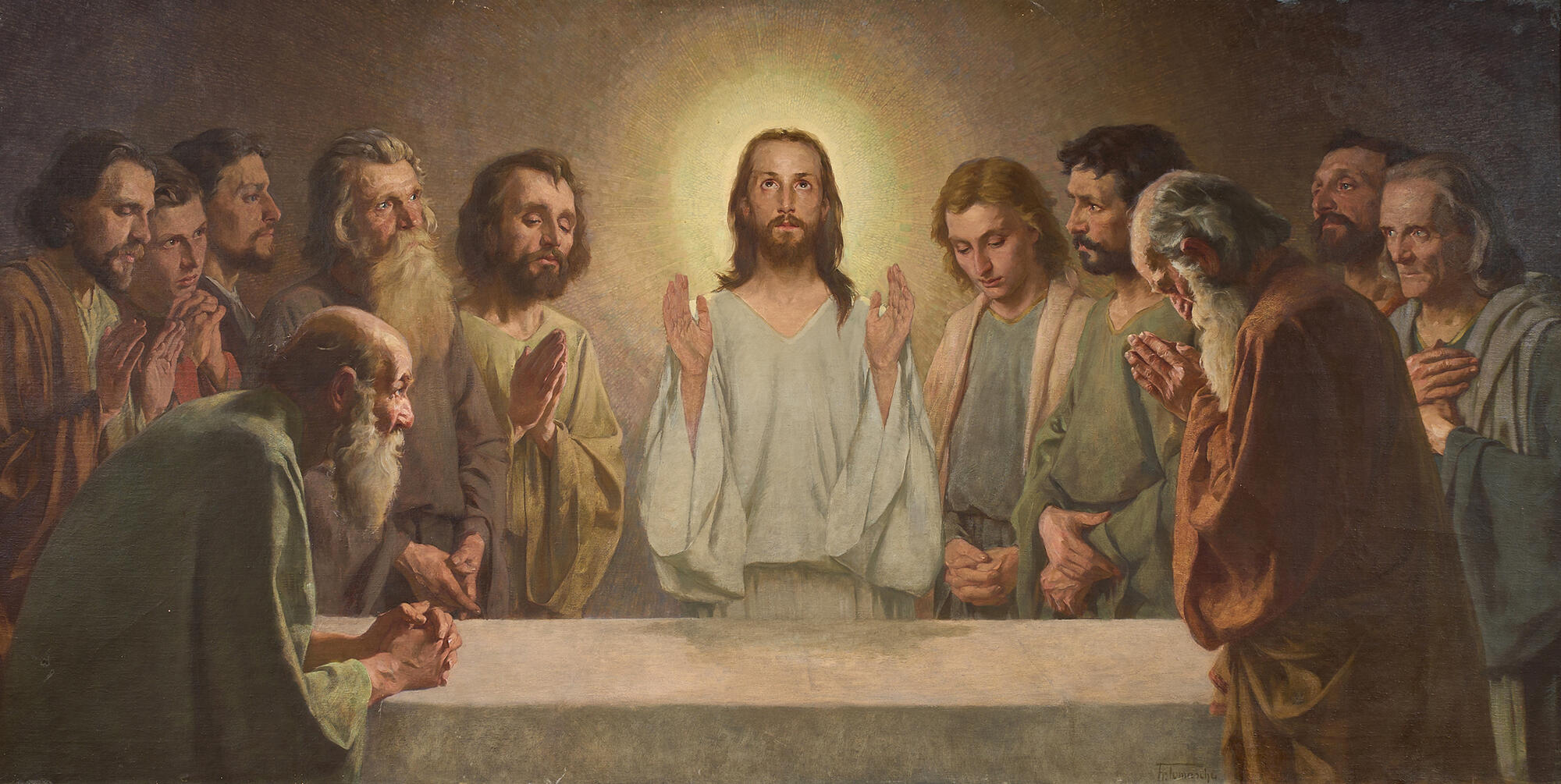
La Cène (ou La Prière sacerdotale), avant 1914, Astrakhan, Galerie d'art d’État Pavel Dogadine
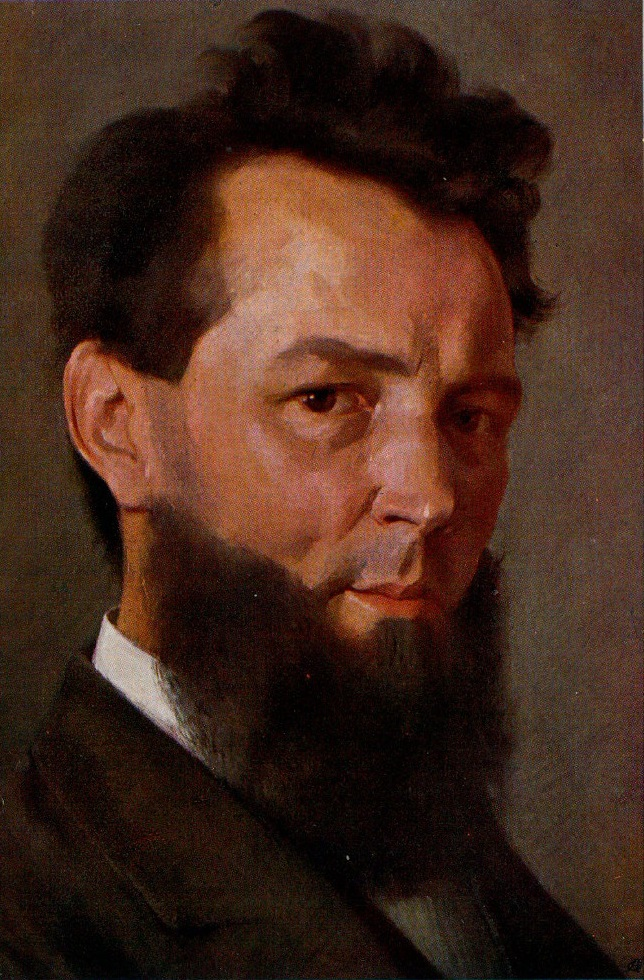
Michel Blümelhuber (détail), 1914, Steyr, Musée municipal
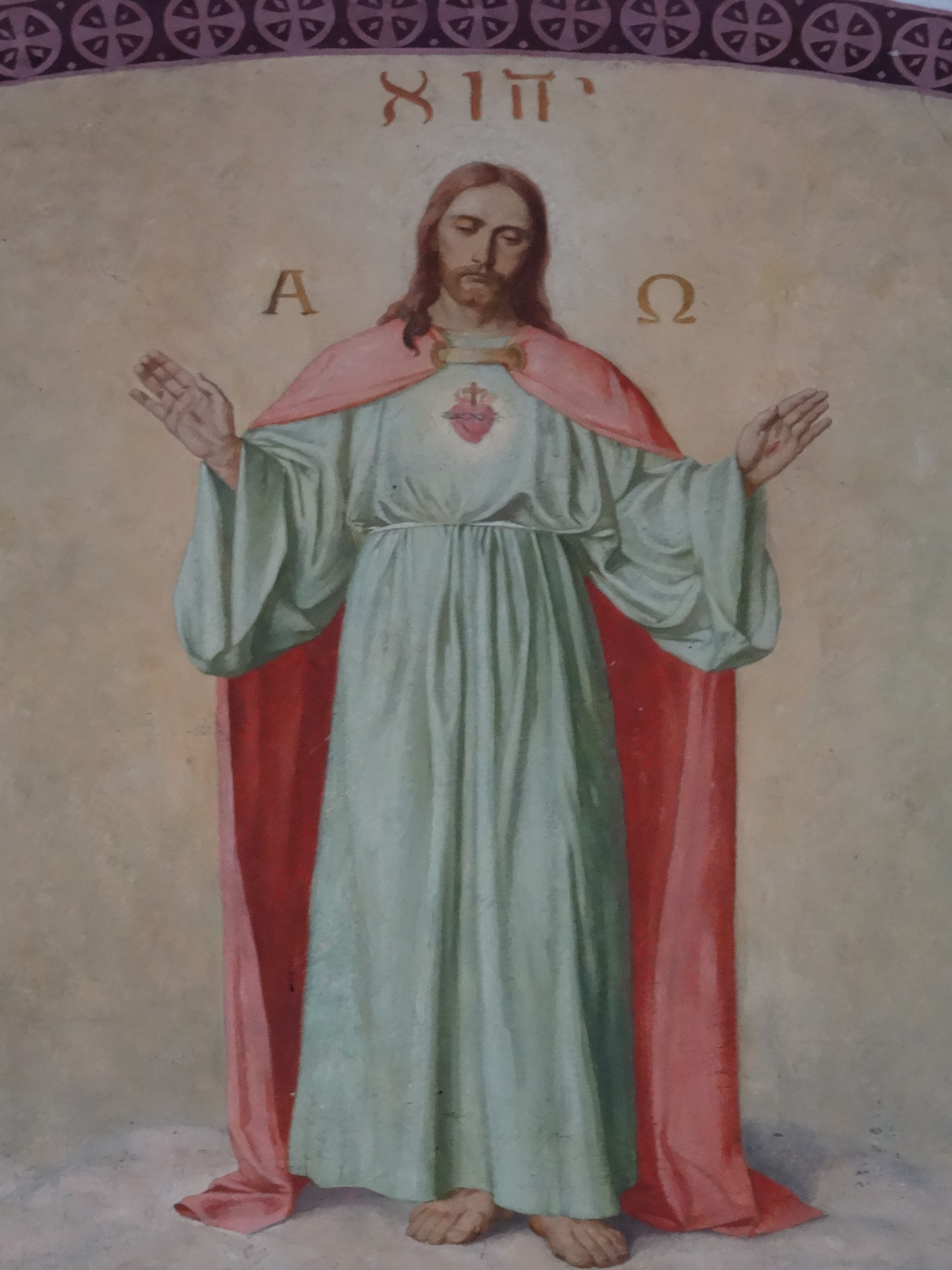
Christ du réfectoire d'hiver de l'abbaye de Geras (Basse-Autriche), 1917
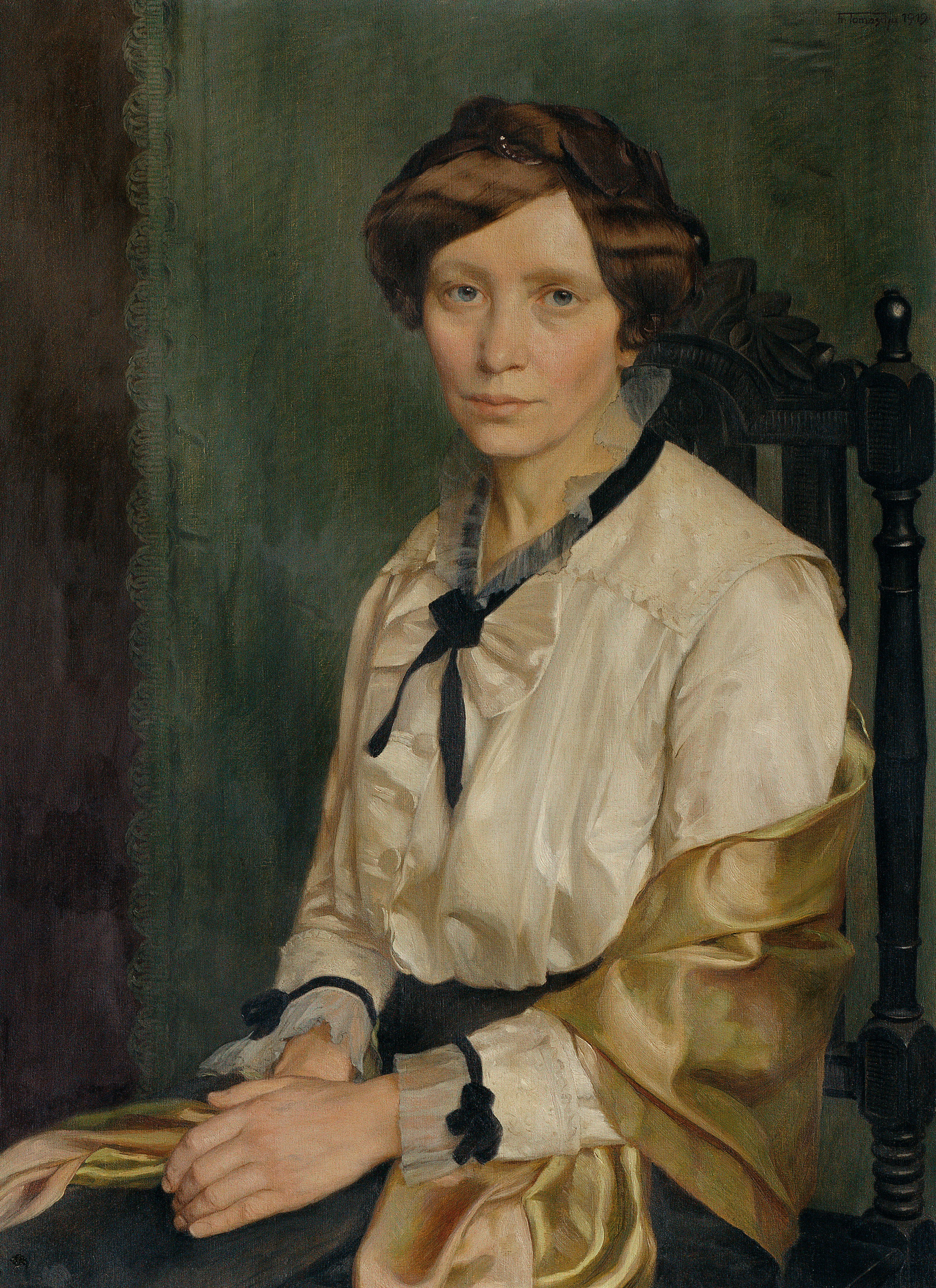
La Femme de l'artiste, 1919, Vienne, Österreichische Galerie Belvedere
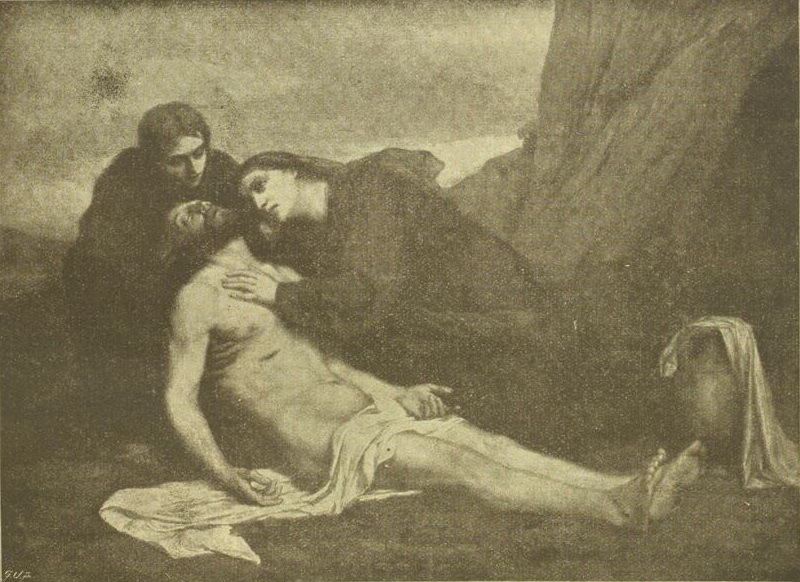
Le Vendredi saint, avant 1924
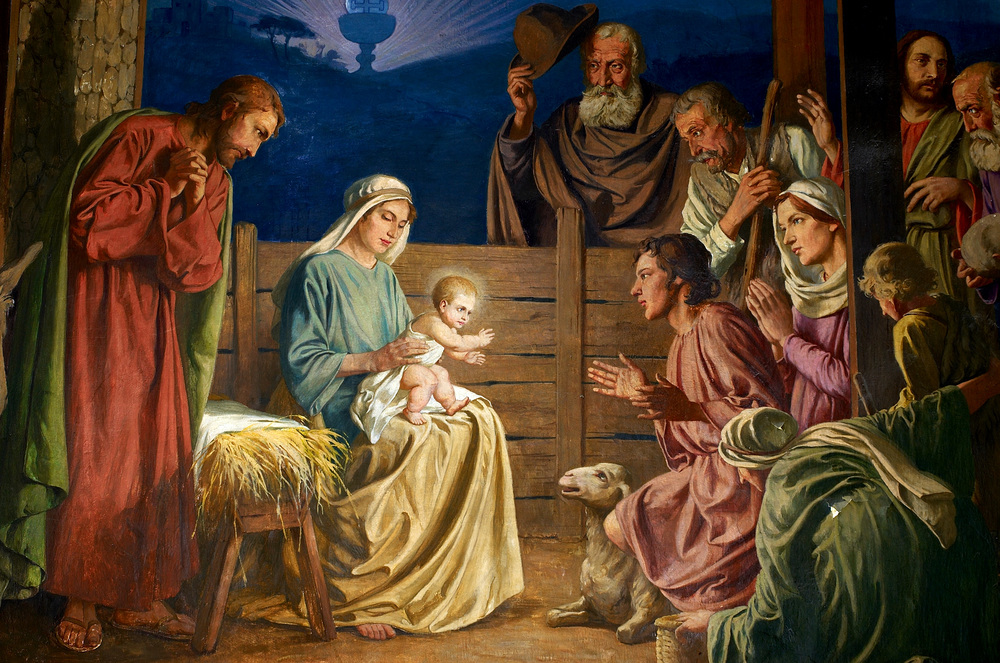
L'Adoration des bergers, 1924
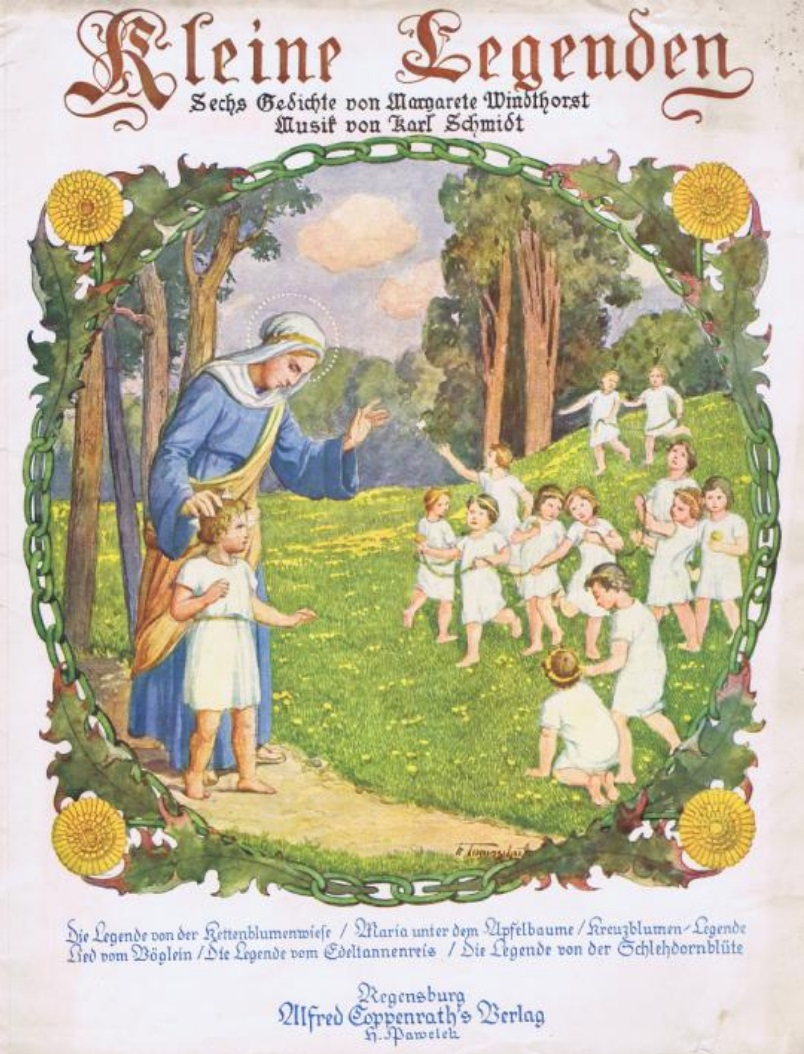
Couverture d'un recueil de lieder, 1926.
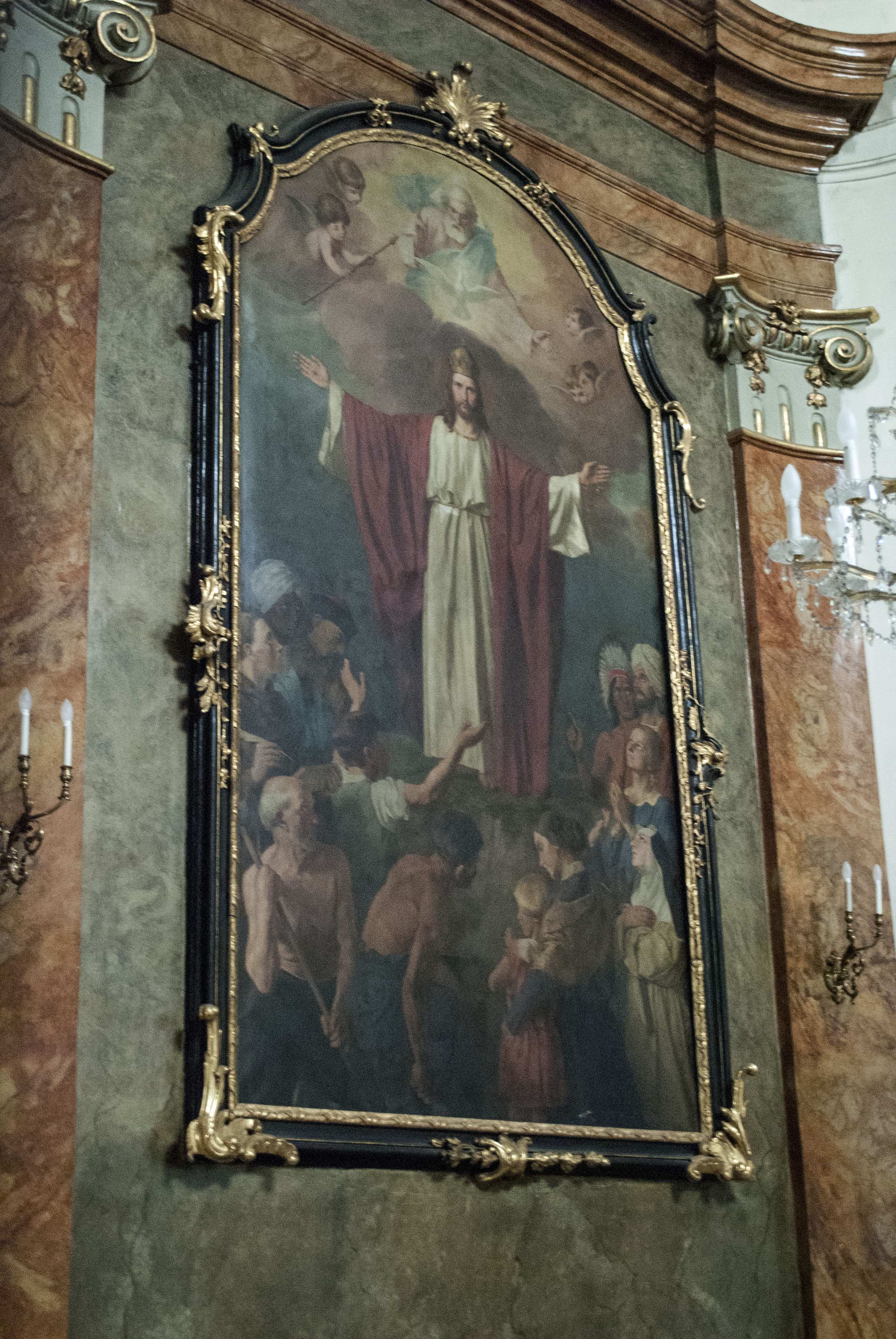
Le Christ-Roi, 1928, église sainte-Thècle de Wieden (Vienne)
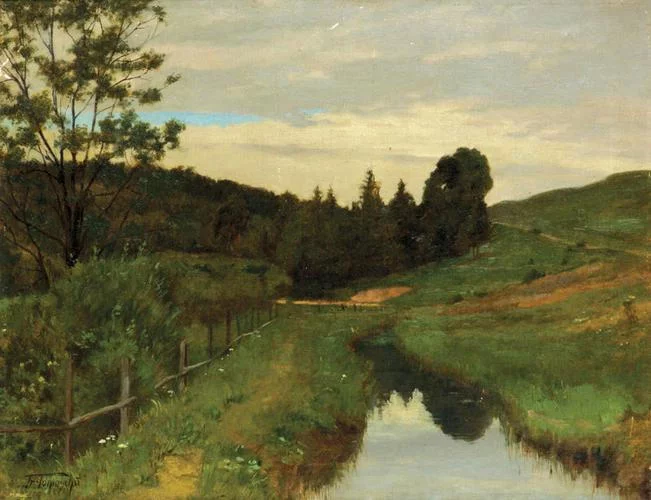
Paysage de Carinthie
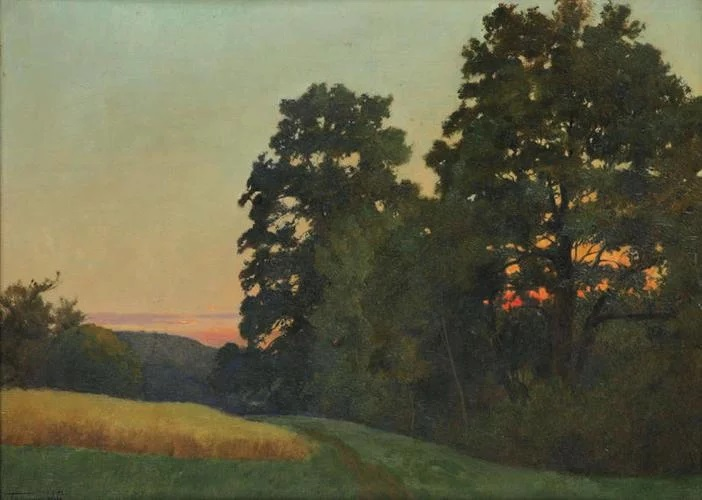
Paysage vespéral
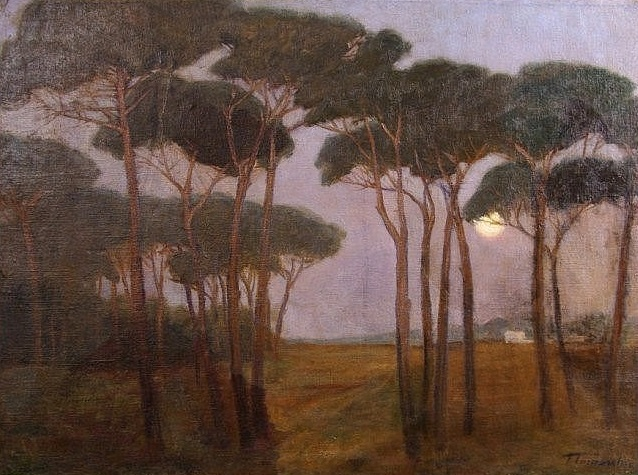
Paysage aux pins
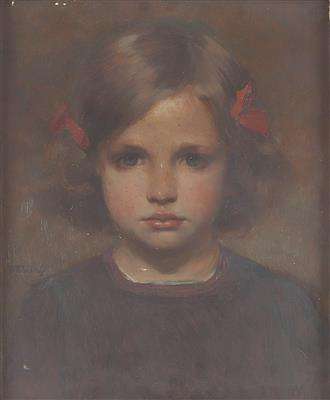
Petite fille aux nœuds rouges